# Mount Webb National Park
Mount Webb National Park är en park i Australien. Den ligger i delstaten Queensland, omkring 1 600 kilometer nordväst om delstatshuvudstaden Brisbane. Mount Webb National Park ligger 71 meter över havet. Arean är 4,1 kvadratkilometer.
Trakten runt Mount Webb National Park är nära nog obefolkad, med mindre än två invånare per kvadratkilometer..
I omgivningarna runt Mount Webb National Park växer huvudsakligen savannskog. Genomsnittlig årsnederbörd är 1 696 millimeter. Den regnigaste månaden är mars, med i genomsnitt 461 mm nederbörd, och den torraste är augusti, med 14 mm nederbörd.